# Hugo Southwell
Hugo Southwell (Londra, 14 maggio 1980) è un rugbista a 15 scozzese che gioca nel ruolo mediano centro-ala-estremo nello Stade français.
Ha indossato la maglia della Nazionale scozzese per la prima volta il 4 giugno 2004 contro Samoa (38-3 per gli scozzesi).

## Dati fisici
- altezza m 1,88.
- peso forma kg 95.

## Statistiche
(Aggiornate al 10.07.06)
- Presenze in nazionale scozzese (CAP): 23.
- Sei Nazioni disputati: 2005 e 2006.

## Squadre
- Edinburgh Gunners

## Presenze Coppe Europee
| Stagione | Squadra           | Giocate | Mete | Trasformazioni | Drop | Calci Punizione | C. Giallo | C. Rosso | Punti |
| -------- | ----------------- | ------- | ---- | -------------- | ---- | --------------- | --------- | -------- | ----- |
| 2003-04  | Edinburgh Rugby   | 1(6)    | 1    | 0              | 0    | 0               | 0         | 0        | 5     |
| 2004-05  | Edinburgh Rugby   | 5(1)    | 0    | 0              | 1    | 0               | 0         | 0        | 3     |
| 2005-06  | Edinburgh Gunners | 6       | 3    | 0              | 0    | 0               | 1         | 0        | 15    |
| 2006-07  | Edinburgh Gunners | 2       | 1    | 0              | 0    | 0               | 0         | 0        | 5     |
| Totale   |                   | 14(7)   | 5    | 0              | 1    | 0               | 1         | 0        | 28    |